# Кувшинка снежно-белая
Кувши́нка снежно-бе́лая, или чистобелая, или чисто-белая, или белосне́жная (лат. Nymphaéa cándida) — водное растение, вид рода Кувшинка семейства Кувшинковые.

## Ботаническое описание
Многолетнее водное растение с мощным горизонтальным корневищем, лишь слегка прикрытым илом.
Листья плавающие на черешках до 120 см длиной, сердцевидно-овальные или округлые, в диаметре до 8–30 см, с неоттянутыми и закруглёнными по наружному краю базальными лопастями; сверху глянцевые, тёмно-зелёные, снизу хотя бы по краям окрашены в разные тона бордового цвета.
Цветки состоят из  4–5 зеленых чашелистиков и довольно многочисленных белых лепестков; 2,5–6 см длиной и 5–10 (до 20) см в диаметре, с хорошо выраженным четырёхгранным основанием, слабоароматные. Чашелистики с 5–7 неясными жилками, равны по длине самым длинным лепесткам или немного длиннее их, в 2–3 раза длиннее своей ширины. Наружные лепестки крупные, ближе к центру цветка мельчают, самые внутренние очень похожи на тычинки. Тычинки многочисленные. Рыльце пестика сильно вдавленное, с коническим центральным отростком. Гинецей синкарпный, с полунижней завязью.
Цветки вечером закрываются и погружаются в воду; утром они вновь всплывают и раскрываются, но в дождливую погоду не раскрываются и днём. После цветения цветоножка скручивается, развитие плода проходит в воде.
Цветение в июне—августе, плоды созревают в сентябре—октябре.
Отличается от кувшинки белой более светлыми цветками, соотношением длин чашелистиков и лепестков, сильно вдавленным ярко-оранжевым рыльцем и почти четырёхугольным основанием чашечки.

## Распространение и среда обитания
Растет в Северной (за исключением Великобритании), Западной, Центральной и Восточной Европе, в Казахстане, Средней Азии, Синьцзян-Уйгурском автономном районе, Западных Гималаях. В России — в европейской части, на Кавказе, в Западной и Восточной Сибири.
Встречается в стоячих, реже медленно текущих водоёмах на глубинах до 2 м. В сильно заболоченных водоёмах цветки мельчают.

## Химический состав
Корневище как у кувшинки белой (nymphaea alba) содержит много таннидов. В свежем виде содержат алкалоид нимфеин ({\displaystyle {\ce {C14H23O2N}}}) и поэтому несъедобны. В подсушенном состоянии содержат до 20 % крахмала, 5—6 % глюкозы, много дубильных кислот. Содержит метарабиновую и эллаговую кислоту, парафино образное вещество, 6—10 % золы, немного жира. В сухих семенах содержится до 47 % крахмала.

## Хозяйственное значение и применение
Высушенные и размолотые корневища могут добавляться к муке зерновых злаков или употребляться в пищу в отваренном и жареном виде.
В народной медицине отвар кувшинки снежно-белой применяется как средство от угрей и веснушек, свежие корневища используются для борьбы с тараканами.